# Deutsch-liechtensteinische Beziehungen
Deutschland und Liechtenstein sind Mitglieder der Organisation für Sicherheit und Zusammenarbeit in Europa (OSZE), des Europarates und des Europäischen Wirtschaftsraums.
Deutschlands Botschaft in Bern ist auch für Liechtenstein zuständig. Ein Honorarkonsul ist in Liechtensteins größtem Ort Schaan tätig. Liechtenstein verfügt über eine Botschaft in Berlin. Honorarkonsuln residieren in Frankfurt am Main und München.
Der regierende Fürst von Liechtenstein Hans-Adam II. verwendete 2008 in einem Brief über die deutsch-liechtensteinischen Beziehungen den Ausdruck eines „Vierten Reiches“. Zudem bezeichnete er die Beziehungen beider Länder als "Berg- und Talfahrt" und kommentierte, dass man diesbezüglich auf "bessere Zeiten" hoffe.
Liechtenstein ist der einzige deutschsprachige Staat, in dem Deutsch die alleinige Amts- und Landessprache ist. Die Staatsoberhäupter beider Länder nehmen an den alljährlichen Treffen der deutschsprachigen Länder teil.

## Geschichte
Während der Römerzeit war das heutige Liechtensteiner Territorium Teil der römischen Provinz Raetia, genauso wie das heutige Graubünden, Vorarlberg, Südbayern und Oberschwaben. Im 8. Jahrhundert wurde Rätien – und damit auch das heutige Liechtensteiner Territorium – ins fränkische Reich eingebunden. Bei dessen Teilung kam es zum Ostfrankenreich, aus dem wiederum 962 das Heilige Römische Reich (Deutscher Nation) entstand. Bis zur Auflösung des Reiches 1806 blieb Liechtenstein ein Teil desselben, was eine historische Tiefe und Enge der deutsch-liechtensteinischen Beziehungen begründet.
1806 erlangte Liechtenstein seine Souveränität, behielt aber als Mitglied des Rheinbundes intensive Kontakte zu den deutschen Staaten bei. Besonders eng waren die Beziehungen zu Österreich, mit diesem Nachbarstaat wurde 1852 ein Zollvertrag geschlossen. Im Ersten Weltkrieg blieb der Alpenstaat neutral. In der Nachkriegszeit löste sich das Fürstentum von Österreich und schloss einen Zollvertrag mit der Schweiz. Die besonders engen Verflechtungen mit der Schweiz bestehen bis heute.

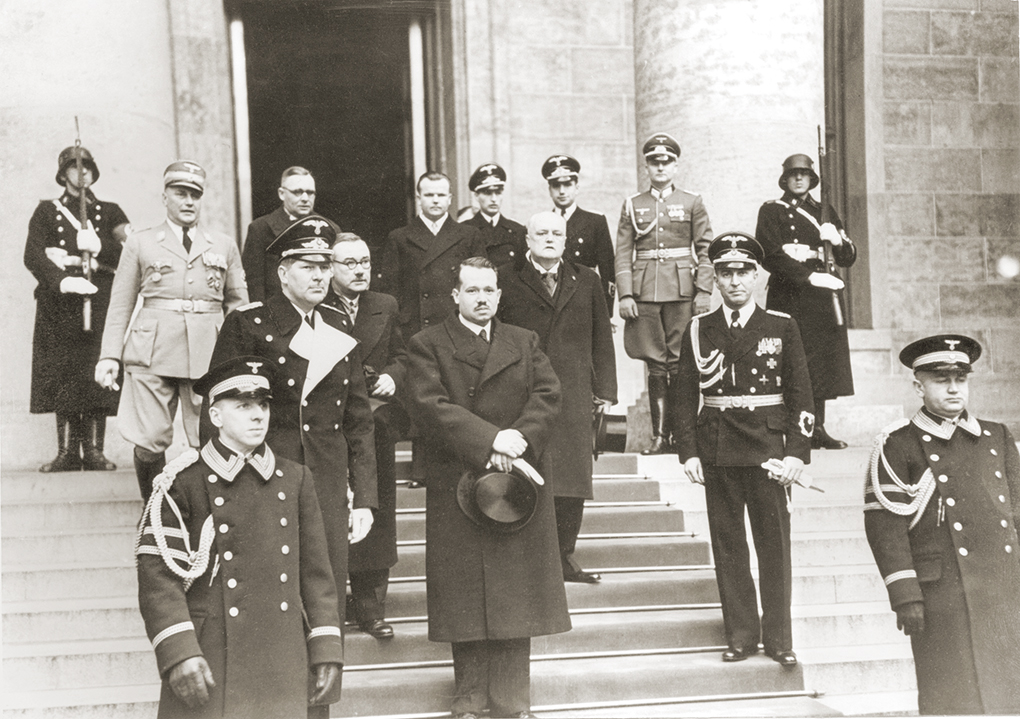
Fürst Franz Josef II. verlässt die neue Reichskanzlei in Berlin, 1939. Fürst Franz Josef II (Mitte).

1939 versuchte die nationalsozialistische Volksdeutsche Bewegung in Liechtenstein einen Putsch anzuzetteln, der jedoch scheiterte. Liechtenstein blieb während des Zweiten Weltkrieges neutral. Zwar gab es Planspiele der deutschen Wehrmacht zur Annexion Liechtensteins, diese wurden aber nie umgesetzt.

### Steuerrechtliche Auseinandersetzungen

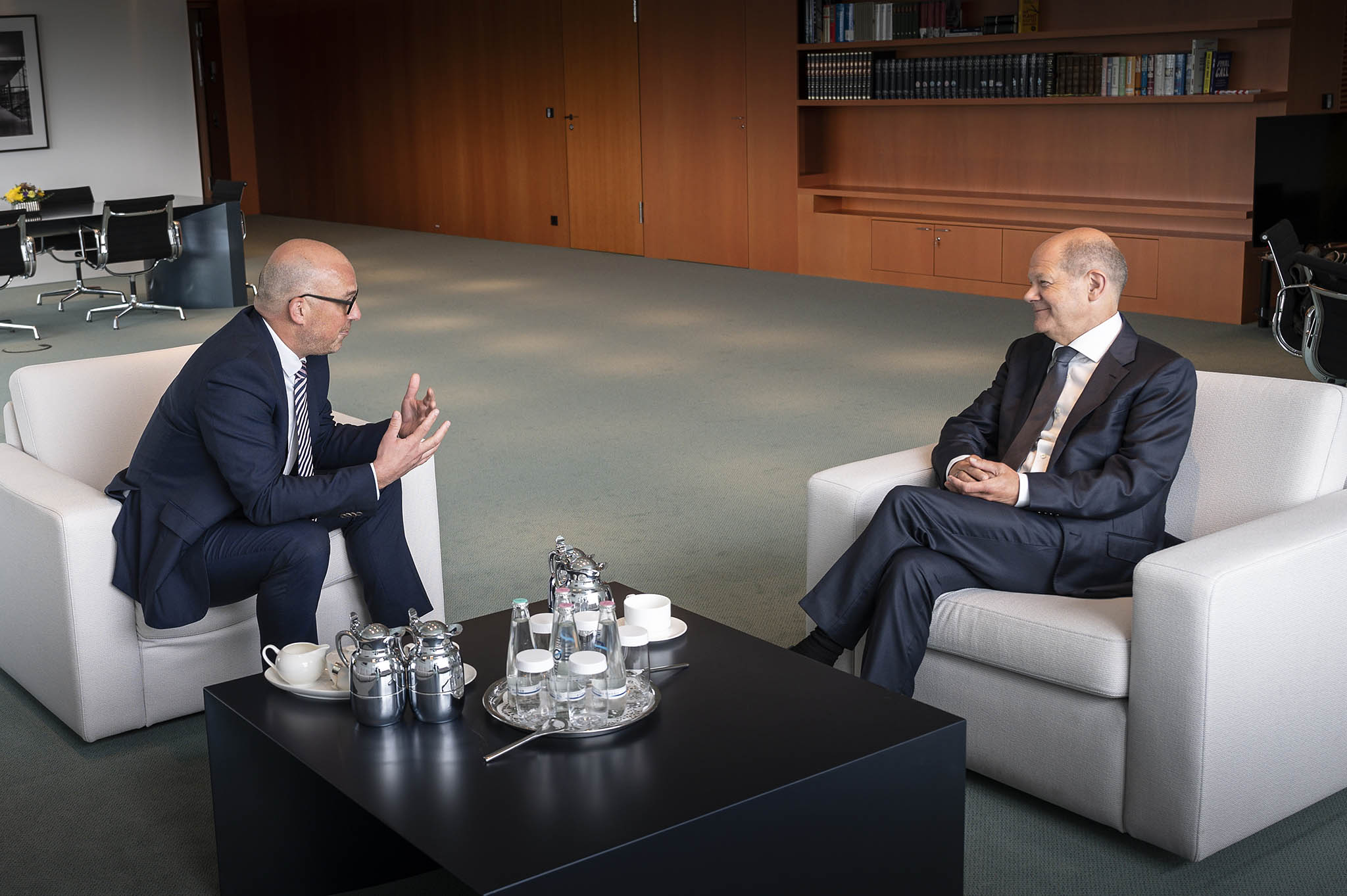
Am 17. Mai 2022 wurde Regierungschef Daniel Risch bei seinem Antrittsbesuch in Deutschland von Bundeskanzler Olaf Scholz im Ehrenhof des Kanzleramtes empfangen.

In der Nachkriegszeit wandelte sich Liechtenstein von einem armen Agrarstaat in ein Dienstleistungsland. Der Hauptwirtschaftszweig liegt heute im tertiären Sektor: bei Banken, Treuhändern und sonstigen Finanzdienstleistungen. Liechtenstein erhebt vergleichsweise niedrige Steuern, weshalb es unter anderem von der deutschen Regierung als Steueroase angesehen wird. Insgesamt sollen Gelder hunderter in Deutschland ansässiger Bürger in Höhe von mehreren Milliarden Euro über die liechtensteinische LGT Bank und andere Banken vor allem in nach dem dortigen Recht errichteten Stiftungen geflossen sein. Im Jahr 2008 kam es schließlich zu einer Steueraffäre mit Deutschland, in der zahlreiche deutsche Steuerhinterzieher aufflogen: Der LGT Bank waren von einem ehemaligen Bankmitarbeiter illegal bankinterne Daten entwendet worden. Der Ankauf der Daten durch die Bundesrepublik Deutschland belastete die diplomatischen Beziehungen zu Liechtenstein. Infolge der Liechtensteiner Steueraffäre wurden bereits vom Fürstenhaus Liechtenstein zugesagte Leihgaben an deutsche Museen von Erbprinz Alois von und zu Liechtenstein zurückgezogen. Dieser Akt wurde mit „fraglichen rechtsstaatlichen Grundprinzipien“ begründet, die deutschen Medien gehen aber davon aus, dass es sich hierbei um einen Ausdruck der Verstimmung des Fürstenhauses handelt. Inzwischen wurde ein „Abkommens über die Amtshilfe in Steuersachen“ zwischen den beiden Staaten geschlossen, ein Doppelbesteuerungsabkommen wird 2011 verhandelt. Insgesamt kam es zu einem Umbruch des liechtensteinischen Finanzplatzes und so setzt Liechtenstein nun endgültig auf einen Bankenplatz mit einer Weißgeldstrategie.

## Siehe auch

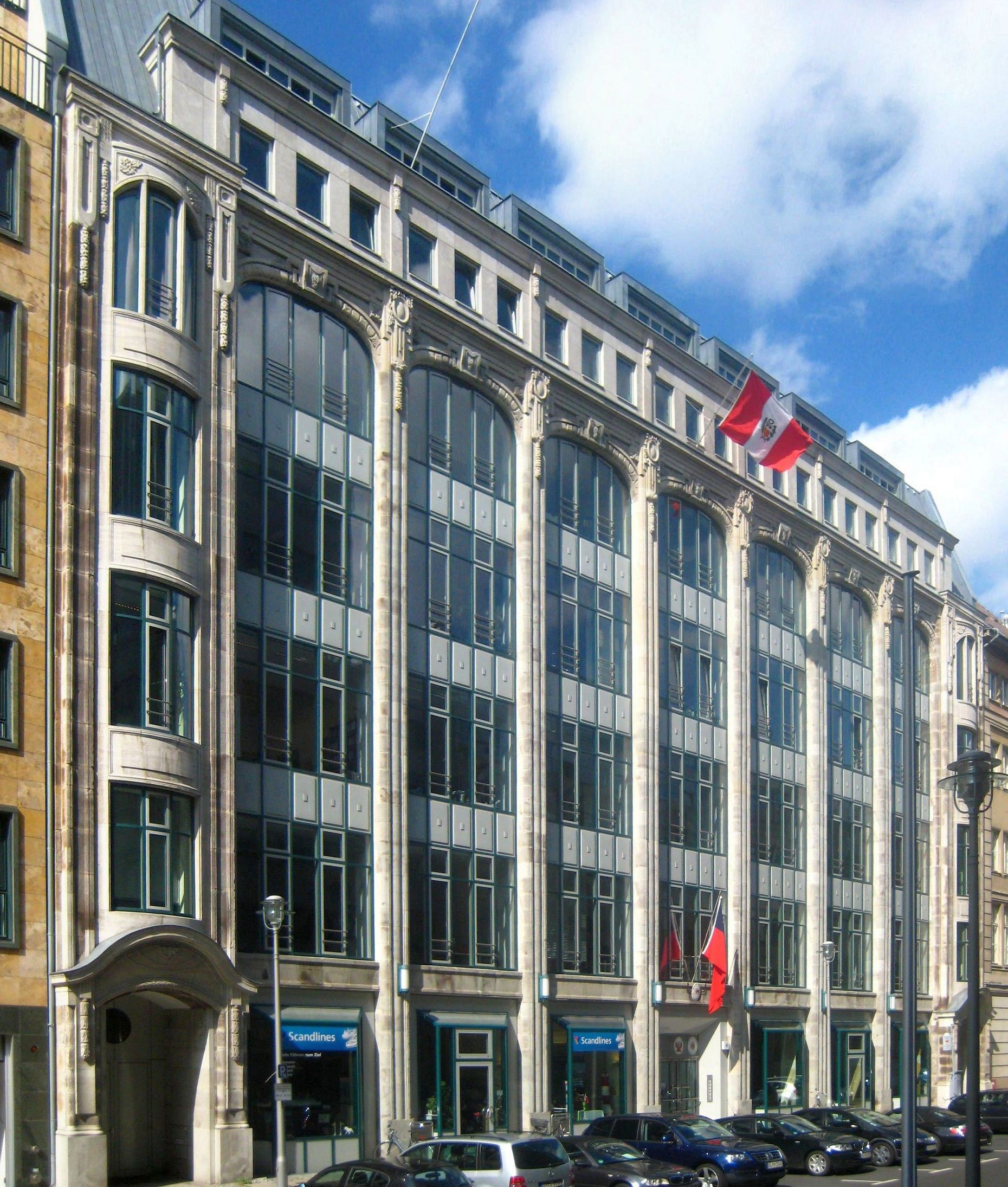
Liechtensteinische Botschaft in Berlin